# Mark Janssens
Mark Francis Janssens (* 19. Mai 1968 in Surrey, British Columbia) ist ein ehemaliger kanadischer Eishockeyspieler, der im Verlauf seiner aktiven Karriere zwischen 1984 und 2001 unter anderem 738 Spiele für die New York Rangers, Minnesota North Stars, Hartford Whalers, Mighty Ducks of Anaheim, New York Islanders, Phoenix Coyotes und Chicago Blackhawks in der National Hockey League auf der Position des Centers bestritten hat.

## Karriere
Mark Janssens begann seine Karriere als Eishockeyspieler bei den Surrey Eagles und wechselte 1984 zu den Regina Pats in die kanadische Juniorenliga Western Hockey League, wo er bis 1988 aktiv war. Janssens erreichte in 280 Partien 245 Punkte, saß allerdings auch über 600 Minuten auf der Strafbank. Während des NHL Entry Draft 1986 wurde er in der vierten Runde an insgesamt 72. Position von den New York Rangers ausgewählt. Nachdem er in der Spielzeit 1987/88 eine NHL-Partie für die Rangers bestritten hatte, erhielt er auch in der darauffolgenden Spielzeit kaum Einsätze in der National Hockey League und absolvierte 38 Partien bei deren damaligem Farmteam, den Denver Rangers, in der International Hockey League. Ab 1989 schaffte es der kanadische Angreifer vorerst dauerhaft in den Stammkader der New York Rangers in der NHL. In den folgenden zwei Jahren absolvierte er 142 Partien für die Rangers, in denen ihm 35 Scorerpunkte gelangen. Die Saison 1991/92 verbrachte Janssens überwiegend bei deren Farmteam, den Binghamton Rangers, in der American Hockey League.
Im März 1992 transferierten ihn die Rangers im Austausch für Mario Thyer und einem Draftpick zu den Minnesota North Stars. Bereits nach nur drei Partien gaben ihn die North Stars im Austausch für James Black zu den Hartford Whalers ab. Bei den Whalers konnte sich der Kanadier längerfristig im Stammkader etablieren. Bis 1997 lief er für Hartford auf, konnte aber mit dem Team nie die Play-offs erreichen. Im März 1997 transferierten ihn die Whalers im Austausch für Bates Battaglia und einem Draftpick zu den Mighty Ducks of Anaheim, bei denen er in 78 Partien auflief und neun Punkte erzielte. Ein Jahr später folgte der nächste Wechsel; die Ducks gaben ihn zusammen mit Joe Sacco und J. J. Daigneault im Austausch für Travis Green, Doug Houda und Tony Tuzzolino an die New York Islanders ab. Bei den Islanders erhielt er bis zum Saisonende zwölf Einsätze, danach wurde sein auslaufender Vertrag nicht verlängert und er unterschrieb als Free Agent einen Vertrag bei den Chicago Blackhawks. 
Die ersten zwei Spielzeiten bestritt er ausschließlich bei den Blackhawks, im Juni 2000 transferierten ihn die Blackhawks zu den Philadelphia Flyers. Nach wenigen Wochen kehrte er jedoch wieder nach Chicago zurück, die ihn vom Waiver auswählten. Bei den Blackhawks erhielt der Center noch 28 Einsätze, in denen er punktlos blieb. Den Rest der Spielzeit verbrachte er bei den Norfolk Admirals und Houston Aeros, beides ehemalige Farmteams der Blackhawks. Nach der Saison beendete er schließlich seine aktive Karriere.

## Erfolge und Auszeichnungen
- 1985 WHL Scholastic Player of the Year
- 1986 WHL Scholastic Player of the Year

## Karrierestatistik
(Legende zur Spielerstatistik: Sp oder GP = absolvierte Spiele; T oder G = erzielte Tore; V oder A = erzielte Assists; Pkt oder Pts = erzielte Scorerpunkte; SM oder PIM = erhaltene Strafminuten; +/− = Plus/Minus-Bilanz; PP = erzielte Überzahltore; SH = erzielte Unterzahltore; GW = erzielte Siegtore; 1 Play-downs/Relegation; Kursiv: Statistik nicht vollständig)